# ۱۲۶۲ (خورشیدی)
۱۲۶۲ هزار و دویست و شصت و دومین سال هجری خورشیدی است.

## رویدادها
- ۴ شهریور - فوران آتشفشان کراکاتوآ